# Солоновка (Черниговская область)
Солоно́вка (укр. Солонівка) — село, Солоновский сельский совет,
Городнянский район, Черниговская область, Украина.
Код КОАТУУ — 7421488001. Население по переписи 2001 года составляло 482 человека.
Является административным центром Солоновского сельского совета, в который
не входят другие населённые пункты.

## Географическое положение
Село Солоновка находится на правом берегу реки Верпч в месте впадения в неё притока Тетева,
выше по течению на расстоянии в 2 км расположено село Староселье.

## История
- На окраине села Солоновка обнаружен древнерусский курганный могильник (IX—XIII вв.).
- Село Солоновка известна с XVI века.

## Экономика
- «Лан», сельскохозяйственный производственный кооператив.

## Объекты социальной сферы
- Школа I—II ст.
- Дом культуры.
- Фельдшерско-акушерский пункт.

## Достопримечательности
- Братская могила советских воинов.